# Sam Webster
Sam Michael Webster (* 16. Juli 1991 in Auckland) ist ein ehemaliger neuseeländischer Bahnradsportler. Neben Ethan Mitchell und Edward Dawkins war er der dominierende neuseeländische Sportler in den Kurzzeitdisziplinen auf der Bahn in den 2000er und 2010er Jahren; auch international waren die drei Fahrer, oft gemeinsam, erfolgreich.

## Sportlicher Werdegang
2007 belegte Sam Webster den ersten Platz im Teamsprint der Junioren bei den Bahn-Meisterschaften von Ozeanien, mit Sam Steele und Ethan Mitchell. Bei den Junioren-Bahn-Weltmeisterschaften 2009 in Moskau errang er drei Titel: im Sprint, im Keirin sowie im Teamsprint, gemeinsam mit Mitchell und Cameron Karwowski.
Bei den UCI-Bahn-Weltmeisterschaften 2013 in Minsk wurde Webster gemeinsam mit Ethan Mitchell und Edward Dawkins Vize-Weltmeister im Teamsprint, im Jahr darauf bei der Bahn-WM in Cali wurden die drei Fahrer Weltmeister in dieser Disziplin. Bei den Commonwealth Games 2014 in Glasgow errang er Gold im Sprint.
2016 wurde Sam Webster für die Teilnahme an den Olympischen Spielen in Rio de Janeiro nominiert. Gemeinsam mit Edward Dawkins und Ethan Mitchell errang er die Silbermedaille im Teamsprint. Im Sprint belegte er Platz zwölf und im Keirin Platz sieben. 2017 wurden Webster, Mitchell und Dawkins ein weiteres Mal Weltmeister im Teamsprint. Mit Mitchell und Dawkins gewann er Gold im Teamsprint beim Lauf des Bahnrad-Weltcups in Los Angeles sowie bei den Ozeanienmeisterschaften; er selbst wurde auch Ozeanienmeister im Sprint. 2018 siegten die drei Neuseeländer im Teamsprint bei den Commonwealth Games und Webster gewann Gold im Sprint. Nach weiteren nationalen und kontinentalen E Erfolgen belegte er gemeinsam mit Sam Dakin und Bradly Knipe bei den Commonwealth Games 2022 im Teamsprint Platz drei.
Insgesamt errang Webster bis 2022 eine Silbermedaille bei Olympischen Spielen, wurde drei Mal Weltmeister, gewann 15 Titel als Ozeanienmeister und wurde neun Mal neuseeländischer Meister. Zudem gewann er zwei Goldmedaillen bei Commonwealth Games. Im Herbst 2022 erklärte er seinen Rücktritt vom Radsport, nachdem Ethan Mitchell wenige Monate zuvor mit dem Radsport aufgehört hatte und Eddie Dawkins im Jahr zuvor.

## Ehrungen
Im November 2010 erhielt Webster die Auszeichnung „Outstanding Young Achiever at the Commonwealth Sports Awards“.
2019 wurde er mit einem neuseeländischen Cycling Award ausgezeichnet.

## Erfolge
2007
- Junioren-Ozeanienmeister – Teamsprint (mit Ethan Mitchell und Sam Steele)

2009
- Junioren-Weltmeister – Keirin, Sprint, Teamsprint (mit Cameron Karwowski und Ethan Mitchell)

2010
- Commonwealth Games – Teamsprint (mit Ethan Mitchell und Edward Dawkins)
- Commonwealth Games – Sprint

2011
- Ozeanienmeister – Sprint, Teamsprint (mit Ethan Mitchell und Simon van Velthooven)

2012
- Weltmeisterschaften – Teamsprint (mit Ethan Mitchell und Edward Dawkins)

2013
- Weltmeisterschaften – Teamsprint (mit Ethan Mitchell und Edward Dawkins)
- Ozeanienmeister – Teamsprint (mit Edward Dawkins und Matthew Archibald)
- Neuseeländischer Meister – Sprint, Teamsprint (mit Ethan Mitchell und Simon van Velthooven)

2014
- Weltmeister – Teamsprint (mit Ethan Mitchell und Edward Dawkins)
- Commonwealth Games – Sprint
- Ozeanienmeister – Teamsprint (mit Matthew Archibald und Edward Dawkins)

2015
- Ozeanienmeister – Teamsprint (mit Ethan Mitchell und Edward Dawkins)
- Neuseeländischer Meister – Sprint

2016
- Olympische Spiele – Teamsprint (mit Ethan Mitchell und Edward Dawkins)
- Weltmeister – Teamsprint (mit Ethan Mitchell und Edward Dawkins)
- Ozeanienmeister – Sprint, Teamsprint (mit Edward Dawkins und Ethan Mitchell)
- Neuseeländischer Meister – Sprint

2017
- Weltmeister – Teamsprint (mit Ethan Mitchell und Edward Dawkins)
- Bahnrad-Weltcup in Los Angeles – Teamsprint (mit Ethan Mitchell und Edward Dawkins)
- Ozeanienmeister – Sprint, Teamsprint (mit Ed Dawkins und Ethan Mitchell)
- Ozeanienmeisterschaft – Keirin
- Neuseeländischer Meister – Sprint, Keirin, Teamsprint (mit Ethan Mitchell und Zac Williams)

2017/18
- Weltcup in Milton – Teamsprint (mit Edward Dawkins und Ethan Mitchell)
- Ozeanienmeister – Sprint, Teamsprint (mit Edward Dawkins und Ethan Mitchell)

2018
- Commonwealth Games Sieger – Sprint, Teamsprint (mit Edward Dawkins und Ethan Mitchell)

2018/19
- Ozeanienmeister – Teamsprint (mit Edward Dawkins und Ethan Mitchell)

2019
- Weltcup in Cambridge – Teamsprint (mit Edward Dawkins und Ethan Mitchell)

2019/20
- Ozeanienmeister – Sprint, Keirin, Teamsprint (mit Edward Dawkins und Ethan Mitchell)

2020
- Neuseeländischer Meister – Sprint

2021
- Neuseeländischer Meister – Sprint

2022
- Commonwealth Games – Teamsprint (mit Sam Dakin und Bradly Knipe)